# 社会主义潮流
社会主义潮流（西班牙語：Marea Socialista，缩写为MS）是委内瑞拉的一个左翼政治组织。该组织成立于2007年，分裂自委内瑞拉统一社会主义党。该组织的意识形态是查韦斯主义、21世纪社会主义、托洛茨基主义。该组织的领袖是海韦尔·巴雷托，全国协调员是贡萨洛·戈麦斯·弗雷雷。该组织是国际社会主义联盟和替代联盟的成员。该组织的口号是“既不要官僚主义也不要资本，要社会主义和更多革命”。